# Carmel d'Iéna
Pour les articles homonymes, voir Carmel.
Le carmel Sainte-Croix est une ancienne abbaye carme à Iéna, dans le Land de Thuringe et le diocèse d'Erfurt.

## Géographie
Le monastère se situe à côté l'église Sainte-Croix dans le village de Zweifelbach au sud de la ville médiévale d'Iéna. Le complexe est conservé en petites parties.

## Histoire
Dès 1382, il y a un terminei des carmes de Pößneck à Iéna. En 1414, le provincial de l'ordre rapporte qu'il a reçu un terrain à Iéna pour la fondation d'un monastère. Un document de 1418 indique que le conseil municipal de Iéna a donné aux carmélites un terrain à Zweifelbach et l'utilisation de l'église Sainte-Croix. Les margraves Frédéric IV de Thuringe et Guillaume de Misnie soutiennent la fondation du monastère, pour lequel ils sont acceptés dans une confrérie de l'ordre cette année-là. Le monastère est le troisième de la ville après ceux des dominicains et des cisterciennes. Dans les premières années, les travaux de construction semblent progresser lentement, plus tard le monastère existe grâce aux dons et aux possessions.
En 1524, le conseil municipal s'approprie la majorité de la propriété, environ 80 vêtements et presque toute la propriété immobilière, ainsi que des articles ménagers tels que des tables et des draps, et les vend. Les bénéfices sont reversés aux pauvres de la ville. En 1525, le monastère est pillé et endommagé pendant la guerre des Paysans allemands. Après cela, neuf moines y vivent encore jusqu'en 1529, date à laquelle le monastère est probablement dissous.
Abandonné, le complexe tombe en ruine et est en partie utilisé comme carrière de matériau de construction.

## Architecture
Le couvent est dirigé par un prieur qui, au XVe siècle, est aussi un maître de la lecture. Selon les idéaux de l'Ordre, le monastère est particulièrement orienté vers l'éducation, ce qui est également attesté par des maîtres d'école et d'études et une bibliothèque, dont certaines parties sont conservées après la dissolution. De plus, un aumônier, un prédicateur et un sacristain sont nommés.

## Économie
Le monastère reçoit de nombreux dons et donations, notamment pour les messes des âmes. De plus, il possède de petites quantités de terres, dont quelques vignobles. La bière est également brassée, en plus petites quantités, principalement pour un usage personnel. Les biens volés recensés en 1524 témoignent d'une certaine prospérité.